# Varzard Pāytakht
Varzard Pāytakht (persiska: Pāy Takht-e Varzard, ورزرد پایتخت) är en ort i Iran.   Den ligger i provinsen Khuzestan, i den centrala delen av landet, 400 km söder om huvudstaden Teheran. Varzard Pāytakht ligger 740 meter över havet och antalet invånare är 164.
Terrängen runt Varzard Pāytakht är kuperad, och sluttar västerut. Runt Varzard Pāytakht är det ganska tätbefolkat, med 56 invånare per kvadratkilometer. Närmaste större samhälle är Kal Chenār, 14,7 km norr om Varzard Pāytakht. Omgivningarna runt Varzard Pāytakht är i huvudsak ett öppet busklandskap.